# Dong Hoi

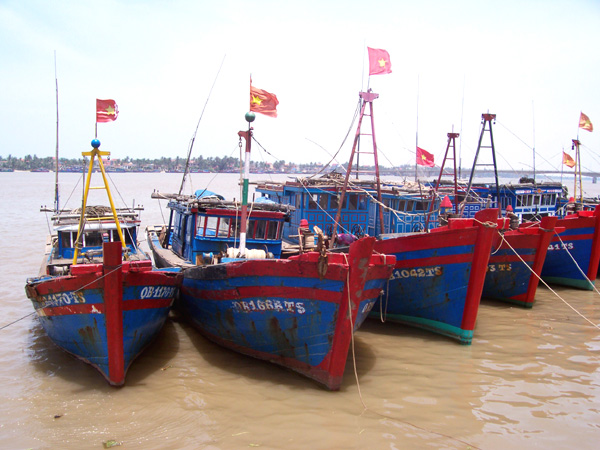
Barcos de pesca em Dong Hoi.

Dong Hoi é a capital da província de Quang Binh, na costa central-norte do Vietname. Tem uma área de 155,54 km², com uma população (em 2005) de 103 005 habitantes. A área urbana é de 55,58 km² e a população urbana de 68165. A área suburbana é de 99,69 km² com uma população suburbana de 35823 habitantes. A cidade está acessível através da estação ferroviária de Dong Hoi, pela Autoestrada Nacional 1A e pelo aeroporto de Dong Hoi.
Localiza-se a cerca de 500 km a sul de Hà Nôi, 260 km a norte de Đà Nẵng, 1200 km a norte de Ho Chi Minh (Saigão). Tem fronteira com o distrito de Quang Ninh a oeste e sul, o sul do Mar da China a leste e com o distrito de Bo Trach a norte.
Dong Hoi é a cidade mais próxima do Parque Nacional de Phong Nha-Ke Bang, localizado 50 km a norte.

## História

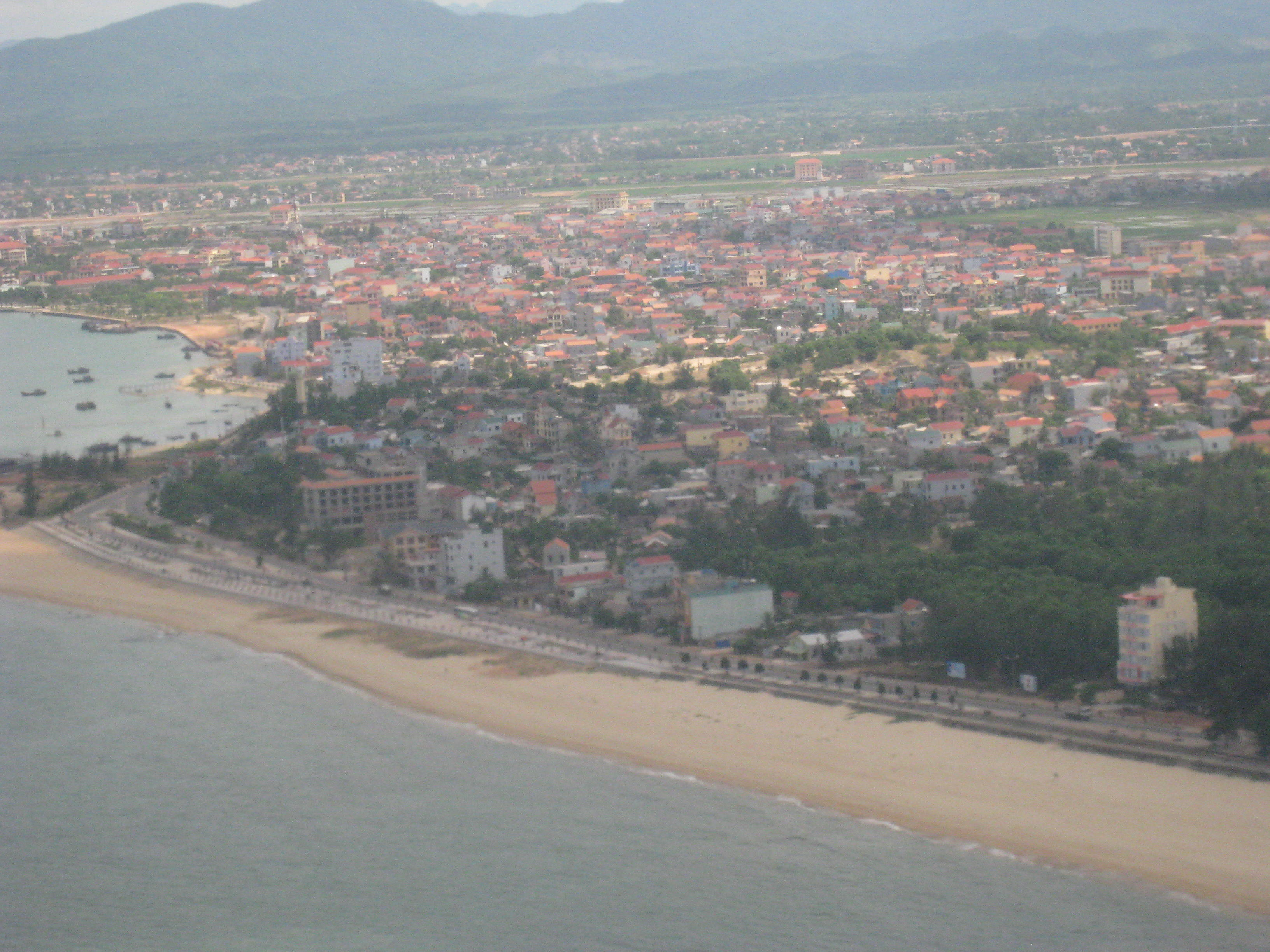
Dong Hoi vista do ar

Escavações arqueológicas nesta zona provaram que existiam humanos que viviam no que hoje é a província Quang Binh desde a Idade da Pedra. Muitos artefatos, tais como vasos de cerâmica e ferramentas de pedra, foram desenterrados.
Em 1926, a arqueóloga francesa Madeleine Colani descobriu e escavou muitos artefatos dentro de caves e grutas no oeste montanhoso de Quang Binh. Ela concluiu que naquela região existia a Cultura Hòa Bình. Através do teste de C14, os artefatos foram datados de cerca de 10 509 anos (mais ou menos 950) atrás.
Comunidades humanas em Đồng Hới podem ser rastreadas até 5000 anos atrás. Muitas relíquias foram encontradas por arqueólogos vietnamitas e franceses em Bau Tro, um lago na cidade. A maioria dos achados pertencem ao período da Idade da Pedra.
Cerca de 2880 a.C. o local da moderna Đồng Hới fora um território da tribo Viet Thuong de Van Lang (Vietname), durante o reinado do rei Hùng Vương. O local era um disputa entre o Reino Champa e Đại Việt. Tornou-se oficialmente território Đại Việt em 1306 após o casamento político entre Huyen Trần (da Dinastia Trần) com o rei Champa Jaya Sinhavarman III (Vietnamita: Chế Mân). A princesa Huyen Trần era a filha do rei Trần Nhân Tông e irmã mais nova do rei Trần Anh Tông. Era tradição dos reis Champa adquirirem terras através de casamentos políticos. Graças a este casamento, Đại Việt adquiriu terras do que é hoje a província de Quảng Bình, a província Quảng Trị, e a província Thừa Thiên–Huế (províncias que na época eram conhecidas como Chau O e Chau Ri ou Chau Ly, respetivamente).
Durante a Guerra Trịnh-Nguyễn (1558-1775), o Vietname foi dividido em dois países: Dang Trong (a sul) e Dang Ngoai (a norte) com o Rio Gianh como linha fronteiriça. Đồng Hới foi uma importante fortaleza dos lordes Nguyen, do Sul. O muro de Đồng Hới (vietnamita: Thành Đồng Hới), foi considerada a barreira que protegia os Senhores de Nguyễn dos ataques dos nortenhos, os Senhores de Trinh.
Durante a Guerra da Indochina (entre a França e os Viet Minh nos anos de 1950), a base aérea de Đồng Hới foi utilizada pelos franceses para atacar tanto os Viet Minh no centro-norte do Vietname, como o Exército laociano do movimento Pathet Lao no centro e sul do Laos.
Durante a Guerra do Vietname, Đồng Hới foi pesadamente devastada pelos bombardeamentos dos B-52 dos Estados Unidos devido à sua localização perto do 17º paralelo norte e a Zona desmiliteralizada do Vietname entre o Vietname do Norte e o Vietname do Sul.
A 19 de Abril de 1972, durante uma ofensiva norte-vietnamita, uma força especial de quatro navios americanos navegava na costa do Vietname. Eram o USS Oklahoma City, USS Sterett (DLG-31), o USS Lloyd Thomas (DD-764) e o USS Higbee (DD-806). Foram atacados por três MiGs Norte Vietnamitas num confronto conhecido como Batalha de Dong Hoi. Numa tentativa em surpreender os navios, os MiGs aproximaram-se em voo baixo. Apesar das histórias oficiais, não surpreenderam os navios, que os viram bem antes da distância adequada a um ataque, e estavam já prontos para disparar. Dois navios, o Oklahoma City e o Sterett, tinham mísseis antiaèreos, enquanto que o Higbee e o Lloyd Thomas estavam armados com canhões de 5". Todos os navios estavam prontos para o combate.
Após a queda de Saigão a 30 de Abril de 1975, a província de Quảng Bình foi mesclada na província Bình Trị Thiên (Bình Trị Thiên é a abreviatura das províncias Quảng Bình, Quảng Trị, e Thừa Thiên). Em 1990, Bình Trị Thiên foi novamente separada em três províncias tal como era antes. Đồng Hới tornou-se então a capital da província de Quảng Bình.

## Administração
Dong Hoi tem 16 subdivisões, 10 comunas urbanas (phường) e 6 comunas rurais (xã).
| No. | Nome          | Vietnamita           | Pop.   | Área (km²) |  |
| --- | ------------- | -------------------- | ------ | ---------- |  |
| 1.  | Bac Ly        | Phường Bắc Lý        | 13,536 | 10.19      |  |
| 2.  | Bac Nghia     | Phường Bắc Nghĩa     | 6981   | 7.76       |  |
| 3.  | Dong My       | Phường Đồng Mỹ       | 2653   | 0.58       |  |
| 4.  | Dong Phu      | Phường Đồng Phú      | 8016   | 3.81       |  |
| 5.  | Dong Son      | Phường Đồng Sơn      | 8815   | 19.65      |  |
| 6.  | Duc Ninh Dong | Phường Đức Ninh Đông | 4726   | 3.13       |  |
| 7.  | Hai Dinh      | Phường Hải Đình      | 3808   | 8,822      |  |
| 8.  | Hai Thanh     | Phường Hải Thành     | 4774   | 2.45       |  |
| 9.  | Nam Ly        | Phường Nam Lý        | 11,579 | 3.9        |  |
| 10. | Phu Hai       | Phường Phú Hải       | 3440   | 3.06       |  |
| 11. | Bao Ninh      | Xã Bảo Ninh          | 8538   | 16.3       |  |
| 12. | Duc Ninh      | Xã Đức Ninh          | 7526   | 5.21       |  |
| 13. | Loc Ninh      | Xã Lộc Ninh          | 8407   | 13.4       |  |
| 14. | Nghia Ninh    | Xã Nghĩa Ninh        | 4508   | 16.22      |  |
| 15. | Quang Phu     | Xã Quang Phú         | 3106   | 3.23       |  |
| 16. | Thuan Duc     | Xã Thuận Đức         | 3738   | 45.28      |  |

## Geografia

### Clima
Tal como todas as província do norte e centro-norte do Vietname, existem quatro estações distintas em Dong Hoi. Na primavera, é frio, húmido e com nevoeiro. A temperatura anual média é de 14,40 °C, a média de precipitação situa-se nos 1300–4000 mm, as horas totais diárias com sol por ano são de 1786 horas, e a humidade anual média é de cerca de 84%. A cidade tem um clima de monções com três tipos de vento: vento do sudeste (gió nồm), vento do sudoeste (gió nam), e vento do nordeste.
Apesar de a cidade estar localizada perto do mar, o seu clima está sujeito a secas no verão, devido ao vento seco do sudoeste vindo do Golfo da Tailândia. No inverno, devido aos ventos do nordeste soprando da China, a temperatura pode chegar ao 18 °C abaixo de zero, podendo existir alguma chuva. A precipitação tem o seu pico em Agosto (118,4 mm - comparativamente a Janeiro com 38.9 mm).

## Turismo

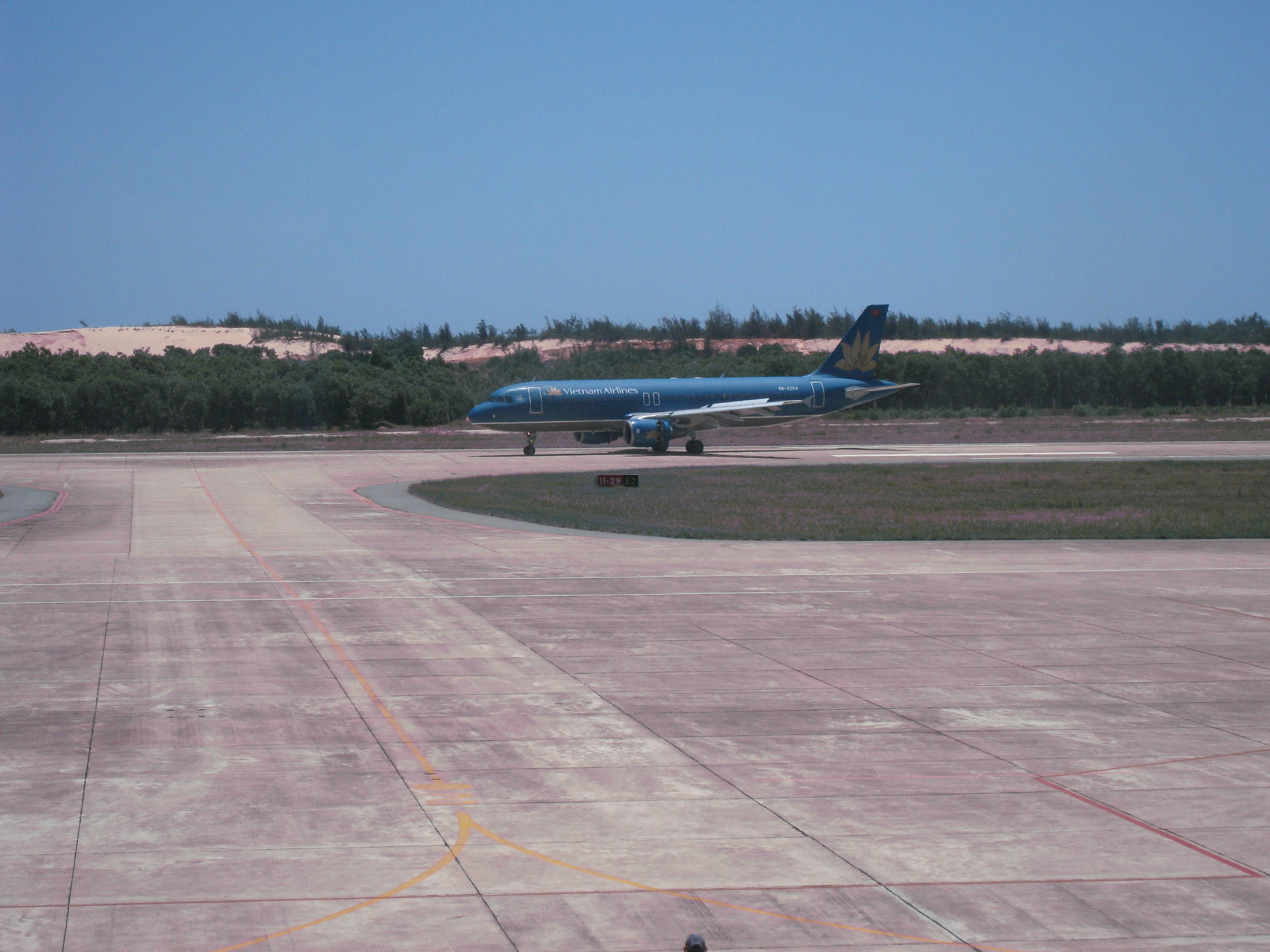
Aeroporto de Dong Hoi.

Dong Hoi tem uma bela praia com areia perfeita e água limpa de Nhat Le. As praias de Da Nhay e Ly Hoa (60 km a norte da cidade) são destinos turísticos usuais. A cidade está situada 50 km sul de Phong Nha-Ke Bang, o Parque Nacional considerado Patrimônio da Humanidade, ideal para a exploração de cavernas e grutas, tendo igualmente atividades de pesquisas biológicas.
Dong Hoi está acessível através de comboio, pela estrada Nacional A1 ou por avião, através do Aeroporto de Dong Hoi. A cidade oferece aos turistas vários hotéis, de 1 a 4 estrelas.

## Desenvolvimento industrial
Há um ponto de profundidade acentuada do porto de Hon La (vietnamita: Cảng Hòn La), sob a construção ao norte de Dong Hoi. O porto é capaz de acolher barcos de até 50 mil toneladas. Dois parques industriais (parque industrial Dong Hoi noroeste e parque industrial Hon La) ficam também sob a construção e tornaram-se disponíveis a investidores.

## Históriaa
O sítio de Dong Hoi foi ao longo na história um território disputado entre a monarquia Champa e Dai Viet. Ele ficou oficialmente o Dai Viet (meios "Grande Viet") território depois do matrimônio político da princesa Huyen Tran de dinastia Tran. Isto foi um matrimônio-para-terra como ele foi uma prática tradicional por reis Champa. Graças a este marrige, Dai Viet aquired terras de agora Quang Binh, Quang Tri e províncias de Thua Thien Hue. Durante o Trinh e período de guerra Nguyen (1558 - 1775) que devided Viet Nam em 2 países: Dang Trong (ao Sul) e Dang Ngoai (Norte) com o rio Gianh como linha fronteiriça, Dong o Hoi é uma fortaleza importante dos Senhores do Sul Nguyen. Graças a este marrige, Dai Viet aquired terras de agora Quang Binh, Quang Tri e províncias de Thua Thien Hue. Durante o Trinh e período de guerra Nguyen (1558 - 1775) que dividiu o Vietnam em 2 países: Dang Trong (ao Sul) e Dang Ngoai (Norte) com o rio Gianh como linha fronteiriça, Dong Hoi foi uma fortaleza importante dos Senhores do Sul Nguyen. Durante a Guerra de Vietnam, esta cidade foi pesadamente devastada pelos bombardeios pelo B-52 dos Estados Unidos devido à sua posição perto de do paralelo 17 e da zona desmilitarizada entre o Vietnam Norte e o Vietnam do Sul. Esta cidade é também a terra mais estreita de Viet Nam (aproximadamente 40 km do Leste ao Oeste) Depois da queda do Saigon em Abril de 1975, a província de Quang Binh foi integrada na província de Binh Tri Thien (Binh Tri Thien é a abreviatura de Quang Binh, Quang Tri, e províncias de Thien Thua). Em 1990, Binh Tri Thien foi quebrada em 3 províncias, como era antes, Dongg Hoi então ficou sendo a capital da província de Quang Binh.